# ام العمد (سوریه)
ام‌العمد (به عربی: أم العمد) یک روستا در سوریه است که در استان حما واقع شده‌است.

## خصوصیات
ام‌العمد  ۲۰۲ نفر جمعیت دارد.